# Arc Fault Detection Devices
Arc Fault Detection Devices (AFDD) indicano dei dispositivi elettrici di protezione, sviluppato per rilevare la presenza di guasti da arco elettrico nei circuiti. 
La loro funzione principale è quella di garantire una efficace protezione antincendio, anche a fronte di archi elettrici in serie (ovvero che interessano un solo conduttore attivo); in queste situazioni infatti, i dispositivi di protezione standard (come l'interruttore magnetotermico o l'interruttore differenziale) non sono in grado di intervenire.

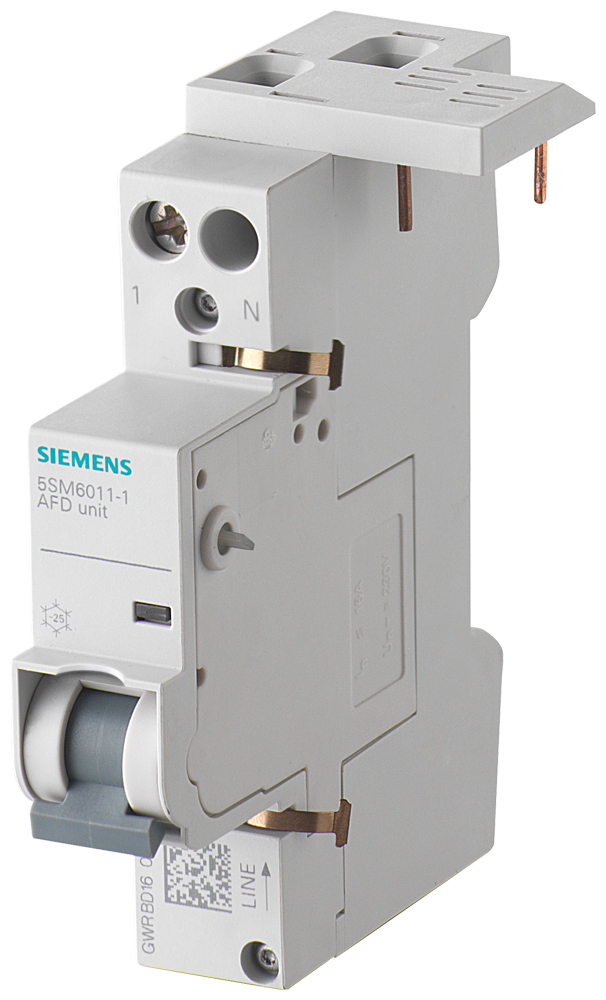
Esempio di AFD-Unit da installare insieme a un interruttore magnetotermico

## Storia
La storia dei dispositivi di rilevamento di archi elettrici, ebbe inizio nei primi anni ottanta negli Stati Uniti d'America; dove nel 1983, venne presentato il primo brevetto della tecnologia AFCI (Arc Fault Circuit Interrupter). 
Successivamente, nel 1992, la Consumer Products Safety Commission (CPSC) avviò un progetto per la protezione antincendio negli impianti elettrici domestico/residenziali, andando a realizzare analisi ed investigazioni approfondite (per conto UL) sulle potenziali cause d'incendio di natura elettrica. Venne quindi sviluppato uno standard tecnico relativo ai criteri di progettazione e realizzazione dei dispositivi di rilevamento degli archi elettrici in linea. A decorrere dal gennaio 2008 il National Electrical Code (NEC) prescrive l‘impiego degli AFCI Classe A per la protezione di tutti i circuiti da 15 /20 A in tutti gli ambienti residenziali. 
Nel corso del 2012 sono iniziati i lavori per introdurre questi dispositivi anche nel mondo IEC, culminati nell'agosto del 2014 con la pubblicazione in bilingua (inglese/italiano) dello standard tecnico di prodotto CEI EN 62606.
La nuova CEI 64-8 V3 (2017) introduce con l’art. 422.7 l’obbligo di adottare provvedimenti contro il pericolo di guasto serie nei luoghi a maggior rischio in caso d’incendio e nei luoghi soggetti a vincolo artistico/monumentale e/o destinati alla custodia di bene insostituibili.
Al contempo pone gli AFDD come soluzione tecnicamente adeguata per la protezione dei guasti da arco serie in accordo alla CEI EN 62606.

## Guasti da arco elettrico
Nell'impianto possono presentarsi guasti da arco elettrico in situazione differenti, si possono identificare due tipologie principali: archi in serie e archi in parallelo.

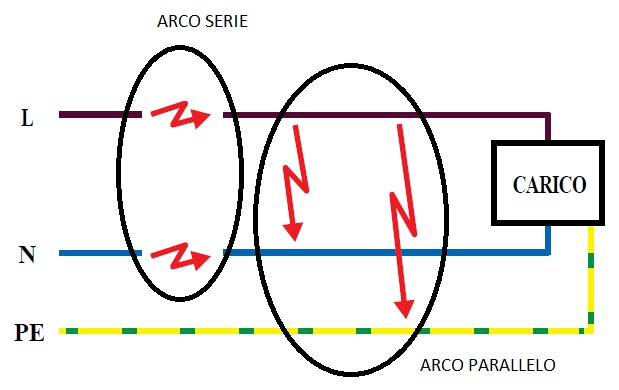
Tipologie di guasto da arco elettrico

### Archi parallelo
Guasti da arco in parallelo possono essere causati, ad esempio, dall'invecchiamento del materiale isolante o dalla presenza di sporco conduttivo tra i conduttori di linea.

#### Guasti in parallelo tra il conduttore di fase (L) e il conduttore di protezione (PE)
La corrente scorre attraverso l'arco elettrico tra il conduttore di fase e il conduttore di terra. Questa tipologia di guasto può essere protetta con gli AFDD oppure grazie all'impiego di un dispositivo differenziale. La protezione antincendio è tra le funzioni dell'interruttore differenziale. In questo caso gli interruttori magnetotermici e i fusibili non sono in grado di rilevare il guasto. 

#### Guasti in parallelo tra il conduttore di fase (L) e il conduttore di neutro (N)
Gli interruttori differenziali in questo caso non sono adatti alla protezione, in quanto non fluisce corrente attraverso il conduttore di terra. I dispositivi di protezione da sovraccarico e cortocircuito, quali interruttori automatici e fusibili, potrebbero offrire protezione solo in determinate condizioni. L'intervento efficace di questi dipende dalle impedenze in gioco nel circuito guasto e dal valore della tensione d'arco; inoltre va verificato che la curva tempo-corrente sia sufficiente a garantire che l'energia nel punto di guasto non sia inferiore alla soglia di innesco; infatti alti valori di impedenza d'arco possono limitare l'efficacia delle protezioni. 
Questa tipologia di guasto può essere protetta, in ogni caso, grazie all'impiego degli AFDD.

### Archi serie
Gli archi in serie interessano un unico conduttore attivo. Possono aver origine, ad esempio, in presenza di contatti non saldi (nel caso di serraggio inadeguato dei morsetti).
Questa tipologia di guasto non presenta correnti di dispersione verso terra ed inoltre non si verificano incrementi della corrente di linea in quanto l'arco elettrico va ad aumentare l'impedenza globale del circuito. Sia gli interruttori differenziali, che i dispositivi di protezione dalle sovracorrenti risultano quindi inefficaci in presenza di un guasto di questa natura.
Gli AFDD sono l'unico dispositivo in grado di interrompere questa tipologia di guasto.

## Cause dei guasti da arco elettrico
Di seguito alcune potenziali situazioni alla base della formazione di guasti da arco elettrico:
- Danneggiamenti all'isolamento: dovuti all'installazione di viti o chiodi o sistemi di fissaggio.
- Rottura dei cavi dovuta ad una non corretta installazione.
- Spine e cavi d'alimentazione sono spesso soggetti a forti sollecitazioni che potrebbero comprometterne la funzionalità.
- Conduttori danneggiati dai sistemi di fissaggio delle prese.
- Nelle installazioni all'esterno, è possibile che si verifichino danni all'isolamento, dovuti alle condizioni atmosferiche all'esposizione ai raggi UV.
- I roditori sono spesso causa di guasti all'isolamento.
- Contatti non saldi, dovuti a viti di serraggio allentate (spesso si riscontra questo fenomeno pure bordo impianti fotovoltaici, per i quali, anche causa della forte escursione termica giorno/notte e comunque causa pure i condizionamenti ciclici inverno/estate,  è difficile mantenere un corretto serraggio delle viti, connessioni, crimpature in genere.

Spesso resta problematico mantenere nel tempo pure un isolamento ottimale verso terra. 
Nello specifico, per gli impianti fotovoltaici, sono disponibili dispositivi PV AFD di varie marche, alcuni di essi, conformi alla UL 1699B (2013) come richiesto a partire dal 2011 in USA in applicazione NFPA art.690.11 quali apparati atti ad identificare guasti da arco fotovoltaico, specie per l'arco serie. Tuttavia nel corso ultimi anni, anche causa la difficoltà emersa di distinguere falsi allarmi causati prevalentemente dalle commutazione degli inverters, alcuni prodotti sono stati ritirati, altri di tipo regolabile in frequenza d'arco fv e maggiormente performanti, sono comparsi sul mercato, compreso il sistema italiano ARCOSTOP.  Molte sono stati i progressi tecnologici a livello mondiale a perfezionare tali apparati AFD PV anche per poter essere applicati in retrofit a mitigare specie il rischio incendi. In particolare in Italia, previa accurata "analisi di rischio" da sottoporre al relativo preventivo parere del C.do Vigili del Fuoco provinciale, risulta possibile ottenere un sostanziale miglioramento in termini di sicurezza.  A marzo 2018 è stata inoltre pubblicata la Norma VDE-DIN EN 63027 che descrive le caratteristiche tecniche ed i test di prova a cui devono essere sottoposti per tali apparati di rilevazione arco fotovoltaico serie.